# Rupert Hine
Rupert Neville Hine (* 21. September 1947 in London; † 4. Juni 2020 in Wiltshire, England) war ein britischer Rockmusiker und Musikproduzent.

## Leben und Karriere
Nach einer wenig erfolgreichen ersten Single, die er im Jahr 1965 zusammen mit David Robinson (später David MacIver) aufgenommen hatte, gelang ihm ein erster Erfolg mit dem 1971 veröffentlichten Album Pick Up a Bone, an dem auch Roger Glover als Produzent und Bassist beteiligt war.
Im Jahr 1973 produzierte er nicht nur sein zweites Album Unfinished Picture auf ausdrücklichen Rat von Roger Glover selbst, sondern begann mit der Produktion eines Albums von Yvonne Elliman seine parallele Karriere als Produzent für andere Künstler.
Als späterer Produzent u. a. von The Fixx, Saga, Rush, Howard Jones, Chris de Burgh und Tina Turner trug er damit im Hintergrund zu Erfolg und Entwicklung zahlreicher anderer Musiker und Bands bei.
1975 bildete er zusammen mit Trevor Morais (Schlagzeug), John G. Perry (Bass) und Mark Warner (Gitarre) die Formation Quantum Jump mit einem Jazz-Rock-Sound. Bekannt wurde der Titel The Lone Ranger vom ersten Album Quantum Jump, der 1976 zwar vom DJ Tony Blackburn als Record of the Week bei BBC Radio 1 vorgestellt wurde, wegen seiner angeblichen Anspielungen auf Drogen und Homosexualität jedoch nicht mehr gespielt werden durfte. Der Charterfolg stellte sich einige Jahre später ein, nachdem sich Quantum Jump längst aufgelöst hatten: The Lone Ranger erschien 1979 in neuer Abmischung, in dem der damals als längste geographische Bezeichnung bekannte Name Taumatawhakatangihangakoauauotamateaturipukakapikimaungahoronukupokaiwhenuakitanatahu als rhythmischer Sprechgesang das Intro bildet. Die Single, eine Auskoppelung vom Remixalbum Mixing, erreichte Platz drei in den britischen Charts, und es wurden über eine halbe Million Exemplare verkauft. Den Erfolg, so Hine, hätte er vor allem Kenny Everett zu verdanken, der das Intro in den Jahren vorher immer wieder in seinen Radio- und TV-Sendungen verwendete und dem Titel damit die nötige Aufmerksamkeit verschaffte.
Eine völlig neue Richtung zeigt sich im Solowerk ab 1981. Immunity war Rupert Hines erfolgreichstes Soloalbum. Hine wandte sich dabei dem Synthiepop zu, die Texte stammten von der Dichterin Jeannette Obstoj, fast alle Liedtexte seiner späteren Solowerke entsprangen ihrer Feder.
Nachdem bereits Waving not drowning kommerziell nicht mehr besonders erfolgreich war, beschloss Rupert Hine einen neuen Anlauf mit der Gruppe Thinkman. Eine Band hat es jedoch nie gegeben: Die Liveauftritte wurden von Schauspielern bestritten, die zu Playback agierten und fiktive Musiker darstellten. Das Hauptthema der Songs von The Formula – Massenmedien und Manipulation – manifestierte sich so im Projekt selbst, musikalisch waren also auch die Alben der Thinkman-Episode reine Soloalben.
Hine war 1990 Produzent des Weltmusikalbums One World One Voice. Zur Zeit der Thinkman-Episode kam es auch zu den Produktionen der Underworld-Alben Underneath the Radar und Change the Weather. 1994 waren umgekehrt Rick Smith und Karl Hyde von Underworld Mitproduzenten von The Deep End, Hines letztem Werk.
Er wirkte als Musiker an den Aufnahmen des Weltmusik-Kompilations-Albums mit dem Namen Big Blue Ball von Peter Gabriel und Karl Wallinger mit, das in den Sommern der Jahre 1991, 1992 und 1995 in den Real World Studios aufgenommen wurde und 2008 erschien.
Rupert Hine starb nach längerer Krankheit am 4. Juni 2020 im Alter von 72 Jahren in seinem Haus in Wiltshire.

## Werke
Die folgende Liste umfasst Rupert Hines eigene Musik. Darüber hinaus hat er über 100 Alben mit verschiedenen Künstlern produziert.
- The Sound of Silence (Single, 1965)
- Pick up a bone (Album, 1971)
- Hamburgers (Single, 1972)
- Unfinished Picture (Album, 1973)
- Quantum Jump ('Quantum Jump' Album, 1975)
- Barracuda ('Quantum Jump' Album, 1977)
- The Lone Ranger ('Quantum Jump' Single, 1978)
- Mixing ('Quantum Jump' Album, 1979)
- Immunity (Album, 1981)
- Waving Not Drowning (Album, 1982)
- The Wildest Wish To Fly (Album, 1983)
- Better Off Dead (Soundtrack, 1985)
- The Formula ('Thinkman' Album, 1986)
- Life Is a Full Time Occupation ('Thinkman' Album, 1988)
- Hard Hat Zone ('Thinkman' Album, 1990)
- The Deep End (Album, 1994)